# Sallywalkerana
Sallywalkerana és un gènere d'amfibi de la família Ranixalidae. Es troba a l'Índia.

## Taxonomia
- Sallywalkerana diplosticta S.D. Biju, Sushil Dutta, Robert Inger & M.S. Ravichandran, 2004
- Sallywalkerana leptodactyla S.D. Biju & Sushil Dutta, 2004
- Sallywalkerana phrynoderma S.D. Biju, S.P. Vijayakumar & Sushil Dutta, 2004